# Gerhard Hanke (Radsportler)
Gerhard Hanke (* um 1909) war ein deutscher Radrennfahrer und nationaler Meister im Radsport.

## Sportliche Laufbahn
Hanke wurde 1933 zweifacher nationaler Meister im Radsport. Im Bahnradsport gewann er das Meisterschaftsrennen in der Mannschaftsverfolgung gemeinsam mit Bruno Schulze, Rudi Thoß, Fritz Funke und Rudolf Schubert.
Auf der Straße holte er den Titel im Mannschaftszeitfahren mit Fritz Funke, Kurt Hertwig, Bruno Schulze, Rudi Thoß und Hans John. 1929 hatte er die Silbermedaille und 1930 Bronze in dieser Disziplin gewonnen. Das Rennen Rund um Spessart und Rhön (Mainfranken-Tour) gewann er 1931. 1933 siegte er im Eintagesrennen Berlin–Leipzig.
1934 wurde er Berufsfahrer im Radsportteam Chemnitzer Wanderer und fuhr bis 1936 als Profi. 1934 wurde er beim Sieg von Oskar Thierbach Vierter der Harzrundfahrt.